# Louis Grech
Louis Grech (Ħamrun, 22 marzo 1947) è un politico maltese, ministro degli affari europei e vice primo ministro di Malta nei governi di Joseph Muscat.

## Biografia
Dopo essersi laureato all'Università di Malta completa i suoi studi a Oxford.
Nel 1973 è tra i protagonisti della nascita della compagnia aerea di bandiera Air Malta, di cui sarà a lungo amministratore delegato. In questo periodo conclude un importante accordo di joint venture con la Lufthansa.
Nel corso della sua carriera imprenditoriale ricopre una serie di incarichi sia presso la Banca Centrale maltese e la Bank of Valletta che in una serie di società pubbliche come la Malta International Airport.
Nel 2004, anno dell'ingresso di Malta nell'Unione europea, viene eletto al Parlamento europeo. Rieletto nel 2009, viene nominato capo della delegazione dei laburisti maltesi. Durante la sua esperienza come eurodeputato è membro della commissione bilanci e della delegazione presso l'Assemblea parlamentare euro-mediterranea.
Nel marzo 2013, a seguito della vittoria elettorale del partito laburista, viene nominato vice Primo Ministro e Ministro degli Affari Europei del nuovo governo guidato da Joseph Muscat.